# اوشین
اوشین (به ژاپنی: おしん) (به انگلیسی: Oshin) یا سال‌های دور از خانه یک مجموعه تلویزیونی ژاپنی است که در سال ۱۹۸۳ توسط شبکه ان‌اچ‌کی ساخته شد. شخصیت اصلی این داستان، زنی است که «اوشین تانوکورا» نام دارد و در سنین پیری خاطرات زندگی سختش را از زمان کودکی تا بزرگسالی تعریف می‌کند.

## داستان
داستان از سال ۱۹۸۳شروع می‌شود. اوشین تانوکورا به جای شرکت در جشن افتتاحیه فروشگاه هفدهم تصمیم می‌گیرد به یک سفر برود. خانواده او در نگرانی به سر می‌برند و نمی‌دانند که او بدون خبر به کجا رفته است. کای نوه اوشین داستان عروسک کوکشی که اوشین یک بار برایش تعریف کرده بود به یاد می‌آورد. او برای پیدا کردن مادربزرگ به دنبال او می‌رود و اوشین را در یاماگاتا می‌یابد. از آنجا هر دوی آنها سفری به گذشته را آغاز می‌کنند. از نقاط مختلف ژاپن که او سالها قبل آنجا می‌زیسته دیدن می‌کنند و اوشین شروع به یادآوری زمان‌های سختی که در زندگیش با آن روبرو شده می‌کند.

### سالهای نخستین در یاماگاتا
درسال ۱۹۰۷ اوشین هفت ساله توسط پدرش به‌عنوان پرستار بچه فرستاده می‌شود تا از خانواده فقیرش حمایت کند. رئیس او یک تاجر چوب بود. علیرغم آزار و اذیت فیزیکی و لفظی خدمتکار ارشد خانه، اوشین اصرار داشت که به خاطر خانواده‌اش آن را تحمل کند.
او علاقه زیادی به مدرسه رفتن داشت. یک معلم محلی دلسوز، تاجر را متقاعد می‌کند که به اوشین اجازه دهد تا او در مدرسه ابتدایی تحصیل کند و نوزاد را هم همراه خود بیاورد. همکلاسی‌های اوشین او را مورد آزار و اذیت قرار می‌دهند و تهدید می‌کنند که به نوزاد آسیب می‌زنند. اوشین به نوزاد علاقه‌مند است و علیرغم میلش مجبور به انصراف از رفتن به مدرسه می‌شود.
هنگام ترک کردن خانه، مادربزرگ مهربانش سکه پولی که تنها دارایی‌اش بوده به اوشین می‌دهد و اوشین در تمام مواقعی که گرسنه بوده و در محل کارش به او نهار نمی‌دادند، سکه را چون یادگار مادربزرگش بود خرج نمی‌کند. وقتی به ناحق متهم به دزدی آن سکه توسط سرکارگر می‌شود، در حالی که برای شستن لباسهای نوزاد به رودخانه سرد و برفی زمستان فرستاده می‌شود، صبر او لبریز و تصمیم می‌گیرد راه رودخانه که به خانه شان منتهی می‌شود را در برف و سرما در پیش بگیرد. او در طوفان و بوران برفی نقش بر زمین می‌شود و در حال یخ زدن اوشین توسط مردی به نام شانساکو، یک سرباز فراری ارتش امپراتوری ژاپن نجات می‌یابد.
شانساکو اوشین را با خود به کلبه خود در بالای کوه می‌برد و تا هنگامی که برف‌ها آب شوند اوشین پیش او و پدر پیرش می‌ماند. او خواندن و نوشتن را نزد شانساکوی مهربان می‌آموزد. شانساکو به اوشین می‌گوید در زندگی به مشکلات زیادی برخواهی خورد ولی هیچ وقت از مردم متنفر نشو و به مردم آسیبی نرسان که همانند آسیب رساندن به خودت است و نتیجه عملت به خودت برمیگردد. قبل از اینکه از کسی متنفر بشوی خودت را خوب جای آنها بگذار. او به اوشین می‌گوید من می‌خواهم تو بتوانی بخشش را یاد داشته باشی و به مردم عشق بورزی. من به تو خواندن و نوشتن و حساب یاد دادم ولی بدون یادگیری اینها هر چقدر هم که درس بخوانی رشدی نکرده‌ای و ارزشی نخواهی داشت.
سرانجام در بهار شانساکو وظیفه بردن اوشین به خانه اش را می‌پذیرد اما در راه به روستایی می‌رسند که گروه کوچک نظامیان ارتش امپراطوری ژاپن آنجا آست بعد از اینکه آنها متوجه اوشین و شانساکو می‌شوند سعی در دستگیری آنها دارند اما شانساکو مقاومت کرده و سر انجام کشته می‌شود و اوشین به تنهایی به خانه خود برمی گردد

### کار در کاگایا
پس از بازگشت اوشین به خانه، اوشین بار دیگر برای کار به کاگایا در ساکاتا فرستاده می‌شود. او با کایو دختر بزرگ خانواده و وارث کاگایا که همسن اوست کمی درگیر می‌شود. اما مادر سالار و صاحب کاگایا، خانم یاشیرو، اوشین را به‌عنوان یک الگو برای عاقل‌تر کردن و کمتر لوس بودن کایو می‌بیند. کایو از این موضوع ناراحت است اما در نهایت آنها دوستان خوبی می‌شوند. خانم یاشیرو پتانسیل را در اوشین می‌بیند و شخصاً به او خواندن و نوشتن و حساب با چرتکه را می‌آموزد. مادر کایو از توجهی که به اوشین می‌شود ناراضی است و احساس می‌کند که از نظر اجتماعی یک خدمتکار نباید درخور اینهمه توجه باشد. تا اینکه یک روز اوشین، کایو را از مرگ توسط سقوط تیر چراغ برق، نجات می‌دهد. مادر کایو واقعه را از نزدیک دیده و به اوشین می‌گوید تو جان خودت را به خطر انداختی و کایو را از مرگ حتمی نجات دادی و از آن پس او، اوشین را به‌عنوان عضوی از خانواده می‌پذیرد.
اوشین هشت سال در کاگایا می‌ماند تا اینکه شانزده ساله می‌شود. خانم یاشیرو در مراسم چای و هنرهای کدبانویی اوشین را آموزش می‌دهد تا شانس ازدواج خوب او را افزایش دهد. روزی مردی مرموز از ساکاتا دیدن می‌کند. کایو در ساحل مشغول نقاشی است و اوشین به دنبال او می‌گردد که به خانه برگردد. ناگهان آن مرد دست به شانه اوشین به زور با او راه می‌رود و به او می‌گوید وانمود کند که با او همراه است. سپس مرد معذرت خواهی می‌کند و می‌گوید که می‌خواسته رد پلیس را گم کند. او پسر یک زمیندار ثروتمند است و می‌خواهد بر قانون بی‌عدالتی ارباب رعیتی زمین‌های برنجکاری، از حقوق رعیت‌ها با تشکیل بسیج حمایت کند و این برخلاف شرایط و قوانین حاکم بود و زندگی اوشین و کایو توسط این مرد به نام کوتا به کلی تغییر می‌کند. کوتا تلاش‌های اصلاح‌طلبی خود را برای اوشین فاش می‌کند و اوشین که خود از کودکی قربانی سیستم ارباب رعیتی بوده به کوتا علاقه‌مند می‌شود. متأسفانه اوشین و کایو، هر دو به کوتا علاقه‌مند می‌شوند. کوتا پاسخی به عشق کایو نمی‌دهد چون به اوشین احساس خاصی دارد. اوشین پیشنهاد ازدواج با پسر یک خانواده ثروتمند ساکاتا را که خانم یاشیرو مقدماتش را فراهم کرده به خاطر علاقه‌اش به کوتا رد می‌کند. کوتا به اوشین ابراز علاقه می‌کند و به او می‌گوید می‌خواهد که بیاید و او را از این شهر ببرد که برای همیشه باهم باشند و او آن زنی است که می‌تواند او را درک کند. اوشین منتظر نامه از کوتا برای قرار ملاقاتشان می‌شود. از آن طرف کایو علاقه‌ای به یادگیری هنرهای کدبانویی و همچنان گرداندن کاگایا ندارد. خانواده‌اش کایو را هم به ازدواج ترغیب می‌کنند ولی او معتقد است با کسی که دوستش دارد می‌خواهد ازدواج کند. هنگامی که نامه‌ای که اوشین منتظرش بود از طرف کوتا می‌رسد، کایو که کمی از ماجرا بو برده نامه را باز می‌کند و چمدانش را پیچیده و به قرار ملاقات با کوتا به جای اوشین می‌رود. به کوتا می‌گوید که اوشین دارد ازدواج می‌کند و با کوتا به توکیو می‌رود. اوشین نمی‌تواند دیگر در کاگایا بماند و می‌خواهد که کوتا و کایو را فراموش کند. او از کارش در کاگایا انصراف می‌دهد و به خانه بازمی‌گردد.

### بازگشت به یاماگاتا
خواهر اوشین هارو از فرط شرایط سخت کار در کارخانه نساجی مبتلا به سل شده است و به خانه بازگشته است. آخرین آرزویش این است که سرپرست کارش هیرانو را که به او علاقه‌مند است ببیند. اوشین ترتیب می‌دهد که هیرانو از هارو دیدن کند. هیرانو به اوشین می‌گوید خجالت زده است که نتوانسته شرایط بد کارگران را بهبودی دهد. او می‌ترسیده که اگر حرفی بزند خودش هم کارش را از دست بدهد. در این بین پدر اوشین می‌خواهد اوشین را توسط شخصی برای کار در کافه بفرستد. هارو به اوشین هشدار می‌دهد که این شخص را می‌شناسد و این شخص همکاران هارو را به فحشا کشانده است. هارو قبل از مرگش به اوشین کمی پول و آدرسی در توکیو می‌دهد که می‌تواند در آنجا آرایشگری یاد بگیرد. مادر اوشین او را برای رفتن به توکیو حمایت می‌کند و اوشین راهی توکیو می‌شود.

### آرایشگری در توکیو
اوشین نزد خانم هاسیگاوا آرایشگر می‌شود و آموزش می‌بیند و بعد از گذشت ۳ سال او به خانه مشتریان برای درست کردن موهایشان می‌رود و درآمد خوبی دارد. یک روز بر حسب اتفاق به کایو برمی‌خورد. کایو از اوشین به خاطر خیانتی که به او کرده معذرت خواهی می‌کند و می‌گوید که چند بار در طول این مدت کوتا را ملاقات کرده و خیلی به او علاقه‌مند است ولی کوتا به او پیشنهاد ازدواج نداده و ۶ ماه است که از او خبری ندارد. اوشین کایو را می‌بخشد و می‌گوید همه چیز دیگر گذشته و می‌گوید که خواهر کوچکتر کایو، سایو، فوت کرده است و کاگایا به او نیاز دارد و حالا که با کوتا هم به جایی نرسیده بهتر است که برگردد. کایو به فکر خودش برای مدتی به کاگایا می‌رود و هنگامی که دوباره صحبت ازدواج و مدیریت کاگایا می‌شود می‌خواهد که باز شبانه به توکیو برگردد اما به مادربزرگش که نقشه او را خوانده برمی‌خورد. خانم یاشیرو به حالت سکته قلبی به زمین می‌نشیند و کایو در آنجا می‌ماند. خانواده او را به ازدواج با شخصی که درنظر دارند دوباره ترغیب می‌کنند. کایو به اوشین می‌گوید که اگر کوتا به آپارتمان کایو در توکیو برگشت حتماً به او خبر دهد تا برگردد حتی اگر شب ازدواجش باشد. او می‌گوید اگر تا قبل از ازدواجم خبری از کوتا نشود این را به‌عنوان تقدیرم قبول خواهم کرد. در حالی که وقتی روزی اوشین برای نظافت آپارتمان کایو در توکیو می‌رود کوتا وارد خانه می‌شود و آنها به صحبت می‌نشینند. کوتا از او معذرت می‌خواهد و می‌گوید که کایو برایش به حکم پر کردن فضای خالی عشقی که به اوشین داشته، بوده است. او به اوشین می‌گوید که به کایو نگوید که برگشته است. او فقط اینجا آمده تا از پلیس قایم شود. به او می‌گوید که الان او برایش بهتر است که ازدواج کند و در کاگایا باشد.
اوشین به مراسم ازدواج کایو می‌رود و خودش را متقاعد می‌کند که این برای کایو بهتر است و به او از آمدن کوتا چیزی نمی‌گوید.

### ازدواج با ریوزو تانوکورا
اوشین با آرایشگری برای خانمها درآمد خوبی دارد. او سفارش خیاطی و نوشتن نامه برای خانم‌هایی که در کافه کار می‌کردند را هم انجام می‌دهد. او برای ساخته شدن خانه برادرش در یاماگاتا سخت کار می‌کرد و حتی از غذایش می‌زد تا جایی که روزی از فرط خستگی بیهوش می‌شود. دوستانش که مشتریانش بودند از ریوزو که دوست و آشنای کایو هم بوده کمک می‌گیرند. همچنین کایو هنگام ترک توکیو به ریوزو سفارش می‌کند که از اوشین محافظت کند. ریوزو و اوشین به هم علاقه‌مند می‌شوند و علیرغم رضایت مادر ریوزو باهم ازدواج می‌کنند. اوشین همچنان به آرایشگری برای مشتریانش ادامه می‌دهد تا هزینه ساخت خانه برادرش را بفرستد. ریوزو با مرد مسنی به نام گنجی زندگی می‌کند. گنجی از کودکی از ریوزو نگهداری کرده و او هم بر طبق نظر مادر ریوزو، اوشین را خوب نمی‌پذیرد. تا اینکه به تدریج به کمالات و مهارت‌هایی اعم از آشپزی و خانه‌داری و حسابداری مالی و اخلاق نیک او پی می‌برد. بعد از فراز و نشیب و طی کردن مشکلات مالی و اقتصادی، اوشین به فکر می‌افتد که پارچه‌های مغازه ریوزو که روی دستشان مانده را در بازار خیابانی بفروشد که با تهیه سرمایه اولیه، بتوانند کسب و کار جدیدی راه بیندازند. او در آغاز با برخورد دست فروش‌ها روبرو می‌شود. اوشین کتک خورده به خانه برمیگردد. کسی که در آن بازار نفوذ دارد شجاعت و جسارت اوشین را می‌بیند و به خانه اوشین می‌آید و از رفتار زیردستان معذرت خواهی می‌کند. کین به اوشین می‌گوید که اوشین او را به یاد خواهر از دست رفته اش می‌اندازد و می‌گوید که او می‌تواند پارچه‌هایش را بیاورد و بفروشد. اوشین موفق می‌شود در بازار دست فروش‌ها همه پارچه‌ها را بفروشد. سپس آنها کسب و کار تولید لباس بچه راه می‌اندازند. فروش آنها بیشتر و بیشتر می‌شود تا اینکه ریوزو کارخانه ای بر پا می‌کند. در روز جشن افتتاح کارخانه شان با زلزله شدیدی تمام داراییشان دوباره از دست می‌رود. گنجی در زلزله از بین می‌رود و آنها به ناچار با فرزندشان راهی خانه پدری ریوزو در ساگا می‌شوند.

### سختی‌ها در ساگا
مادر ریوزو با ازدواج آنها از آغاز مخالفت کرده گرچه پدر ریوزو از انتخاب ریوزو خرسند و راضی بود. مادر ریوزو اوشین را با زخم زبان و رفتار بد همواره آزار می‌دهد. اوشین به ریوزو می‌گوید که آنها بهتر است با هم به توکیو برگردند و از نو شروع کنند اما ریوزو می‌خواهد در پروژه خشک کردن زمین‌های دریا سالها بماند به امید زمین‌دار شدن و اوشین هنگامی که دیگر طاقتش به سر می‌آید به فکر می‌افتد که با کودکش به توکیو برود. نقشه اش لو می‌رود و ریوزو او را در حال ترک کردن غافلگیر کرده و با او درگیر می‌شود. اوشین می‌گوید که ریوزو بیاید که با هم بروند و در هنگام درگیری اوشین می‌افتد و مجروح می‌شود. او اجباراً برگشته و دست راستش از کار می‌افتد. فرزند دومش را حامله می‌شود. کودک اوشین از فرط کار زیاد در زمین کشاورزی و غذای کم در شکمش می‌میرد. همزمان کودک خواهر ناز پروده، تنبل و لوس ریوزو سالم به دنیا آمده و اوشین با مهربانی به او شیر می‌دهد. اوشین بعد از دست دادن نوزادش با خانواده خداحافظی و با کودکش راهی توکیو می‌شود. ریوزو برای پروژه زمینش در ساگا می‌ماند. اوشین در توکیو به نزد معلم آرایشگرش خانم هاسیگاوا می‌رود که در آنجا کار کند و متوجه می‌شود که به خاطر صدمه ای که به دستش خورده دیگر قادر به انجام کار آرایشگری نیست. کین به او پیشنهاد می‌دهد که در دکّه خیابانی غذا بپزد و بفروشد. مدتی غذاپزی در دکّه خیابان را انجام می‌دهد ولی شریک زندگی کین از دوستی کین با اوشین ناراحت می‌شود و اوشین توکیو را ترک کرده و به خانه در یاماگاتا برمیگردد. در آنجا بعد از مدت کوتاهی خبر به او می‌رسد که خانم یاشیرو در بستر مرگ است. اوشین به ساکاتا برای دیدن او می‌رود تا برای بار آخر از زحمات او تشکر کند.

### باز کردن غذا خوری در ساکاتا
کایو به اوشین پیشنهاد می‌دهد که در ساکاتا بماند. اوشین به کمک کایو غذاخوری را باز می‌کند. او در آغاز می‌خواست تنها غذا بپزد و سرو کند، درحالی‌که بخاطر درآوردن هزینه کار و اصرار مشتریان مجبور به سرو کردن ساکی می‌شود و این برایش مشکل ایجاد می‌کند. کای هر روز به کمک اوشین در غذاخوری می‌آید. در این میان کوتا چند بار از آنها دیدن می‌کند. بیشتر از یک سال است که اوشین به ریوزو در ساگا نامه می‌فرستد و هرگز جوابی دریافت نمی‌کند. آنها موقع خداحافظی به هم قول می‌دهند که با هم خواهند بود. کایو به کوتا می‌گوید که یک سال است که ریوزو نامه ای نداده و اوشین را فراموش کرده و اگر او را دوست داشت الان پیش اوشین بود. کوتا نامه ای به ریوزو می‌فرستد که از ماجرا سر در بیاورد. او می‌خواهد اگر ریوزو نمی‌خواهد با اوشین باشد به اوشین پیشنهاد ازدواج دهد. مادر ریوزو نه تنها تمام نامه‌های اوشین بلکه نامه کوتا را هم پاره کرده و به دست ریوزو نمی‌رساند. تا اینکه مادر ریوزو که دختری را برای ازدواج با ریوزو درنظر دارد نامه کوتا را به ریوزو نشان داده که بگوید اوشین می‌خواهد با کس دیگری ازدواج کند. بالاخره ریوزو نامه ای به اوشین می‌نویسد و اوشین دلگرم و خوشحال می‌شود. کوتا به او می‌گوید که باید کاری پیدا کند که اوشین و ریوزو با هم بتوانند انجام بدهند. اوشین می‌گوید که ریوزو دوست ندارد که بیاید مثل خدمتکار در غذاخوری کار کند. اوشین به پیشنهاد کوتا نزد یکی از فامیل‌های کوتا برای کار ماهی فروشی می‌رود. اوشین با پسر کوچکش راهی ایزه می‌شود.

## بازیگران
| نام بازیگر        | نقش                 |
| ----------------- | ------------------- |
| آیاکو کوبایاشی    | اوشین (۶–۱۰ سالگی)  |
| یوکو تاناکا       | اوشین (۱۶–۴۶ سالگی) |
| نوبوکو اوتاوا     | اوشین (۵۰–۸۴ سالگی) |
| پینکو ایزومی      | مادر اوشین          |
| شیرو ایتو         | پدر اوشین           |
| میچیو اوجی        | مادربزرگ اوشین      |
| شیرو نامیکی       | ریوزو               |
| سوئیچیرو کیتامورا | تارو                |
| اتسوشی تاکاهاشی   | هیتوشی              |
| میساکو تاناکا     | میچیکو              |
| آیا شیکیا         | کودکی کایو          |
| ترومی آزوما       | جوانی کایو          |
| تروکو ناگائوکا    | مادربزرگ کایو       |
| میساکو واتانابه   | تاکا هارادا         |
| شینوبو ناگاوا     | ریتسو               |
| ماساتوشی ناکامورا | شانساکو             |
| تارو ایشیدا       | سیتارو              |
| هاروئه آکاگی      | خانم هیزا           |

## پخش
پخش سریال اوشین در آوریل ۱۹۸۳ به‌عنوان یک درام صبحگاهی از شبکه NHK آغاز شد. این سریال شامل ۲۹۷ قسمت ۱۵ دقیقه ای است. نویسنده این سریال سوگاکو هاشیدا گفته است که داستان بر اساس وقایع زندگی زنی به نام واتسو کادا، مادر ریوهی وادا، مؤسس سوپرمارکت‌های زنجیره ای یااوهان (Yaohan) ژاپن است. این سریال در دهه ۱۹۸۰ (میلادی) و هنگامی‌که ژاپن در حباب اقتصادی بود پخش شد و به سرعت مورد استقبال ژاپنی‌ها قرار گرفت؛ زیرا نمادی از ساده زیستی در برابر مصرف‌گرایی پرزرق و برق، افراطی و متظاهرانه آن دوران بود.

### در جهان
مجموعه تلویزیونی اوشین در بیش از ۶۰ کشور جهان پخش شد. ارزش‌های جهانشمولی چون عشق، ازخودگذشتگی، استقامت، و بخشش باعث موفقیت جهانی این سریال شدند. در سطح جهان توجه به این سریال به اندازه‌ای بود که آن را «سندروم اوشین» یا «اوشیندروم» نامیدند.
این سریال، چینی‌ها را با برنامه‌های سرگرمی ژاپنی آشنا کرد. در تایلند، زمان جلسه‌های هیئت دولت به گونه‌ای برنامه‌ریزی می‌شد تا با زمان پخش سریال تداخل نداشته باشد. همچنین در بانکوک، شمارگان یک روزنامه به دنبال انتشار هفتگی خلاصه قسمت‌های سریال، به میزان ۷۰ درصد افزایش یافت. در هنگ کنگ یک فروشگاه زنجیره‌ای با نام «خانه اوشین» برپا شد که خوراکی و تنقلات ژاپنی می‌فروشد. بنیان‌گذار این فروشگاه زنجیره‌ای می‌گوید که کار خود را با «روحیه اوشین» (استقامت و سخت‌کوشی) پیش می‌برد. متن نسخه چینی کانتونی آهنگ آغازین سریال به‌عنوان نقل قول الهام‌بخش در میان مردم رواج دارد که می‌گوید: «کارما حریف شماست، هرگز تسلیم نشوید». در ویتنام، برخی با ارجاع به نخستین کار اوشین که کارگر خانگی بود از نام این مجموعه تلویزیونی به‌عنوان واژه‌ای برای کارگران خانگی استفاده می‌کنند. محله‌ای در هانوی که بسیاری از تمیزکارهای خانگی و پرستارهای بچه در آن زندگی می‌کنند با نام «کمون اوشین» شناخته می‌شود. در غنا «رنج کشیدن مانند اوشین» اصطلاح رایجی برای توصیف کسانی است که سختی واقعی را از سرمی‌گذرانند.
همچنین پخش این سریال در کشورهای شرق و جنوب شرق آسیا باعث شد تا ژاپنی‌ها کمتر به چشم دشمن دیده شوند؛ زیرا مردم آن بخش از جهان، خاطره ناخوشایندی از دوره استعمار امپراتوری ژاپن و بدرفتاری ژاپنی‌ها با مردم به‌ویژه در دوران جنگ جهانی دوم دارند.

### در ایران
این سریال که در دهه ۶۰ پخش شد تأثیر فرهنگی زیادی در جامعهٔ آن روز ایران بر جای گذاشت. برای نمونه، فروشگاه‌های لباس‌های دست دوم، نام تاناکورا را از نام فامیل اوشین تانوکورا که در سریال صاحب و گردانندهٔ فروشگاه‌های زنجیره‌ای تانوکورا بود وام گرفته‌اند. ژاله علو، سانسورهای گسترده در این سریال را رد می‌کند و تنها تحریف‌های انجام‌شده در سریال را در خصوص دیدگاه‌های سیاسی و ضدجنگ اوشین معرفی کرده که بنابر مقتضیات دههٔ ۶۰ ایران، تحریف شدند.

### شایعهٔ روسپی‌بودن اوشین
اعمال برخی سانسورها در دیالوگ بازیگران سریال سال‌های دور از خانه باعث شکل‌گیری شایعاتی دربارهٔ روسپی‌بودن اوشین در نسخهٔ اصلی شد. اما مریم شیرزاد، دوبلور نقش اول این سریال، پس از تأیید وجود برخی تغییرها از جمله عوض‌شدن نام برخی مکان‌ها در طی دوبله (جهت سازگارتر شدن با فرهنگ ایران) افزود آدم‌ها و احساسات‌شان تغییری نکردند و خط اصلی و بافت کلیِ سریال، دست‌نخوده باقی ماند.

### جنجال مصاحبهٔ رادیویی و حکم مجازات پخش کنندگان و اعدام مصاحبه‌شونده توسط خمینی
در ۸ بهمن ۱۳۶۷، گروه معارف و مناسبت‌های دینی رادیو، به مناسبت تولد فاطمه دختر محمد، ویژه برنامه‌ای را پخش کرد که در جریان آن، مصاحبه‌شوندگان در کوچه و خیابان الگوی زندگی‌شان را «فاطمه زهرا» می‌دانستند. در میان مصاحبه‌شوندگان، زنی بود که گفت دختر پیامبر در ۱۴۰۰ سال پیش بوده و در نتیجه او الگویی جدیدتر همچون «اوشین» را برای زندگی خود انتخاب کرده.
خمینی فردای روزی که صدای زن علاقه‌مند به اوشین از رادیو پخش شد، در نامه‌ای به محمد هاشمی مدیرعامل وقت صداو سیما نوشت:
«فردی که این مطلب را پخش کرده است تعزیر و اخراج می‌گردد و دست‌اندرکاران آن [هم] تعزیر خواهند شد. در صورتی که ثابت شود قصد توهین در کار بوده است، بلاشک فرد توهین کننده محکوم به اعدام است … اگر بار دیگر از اینگونه قضایا تکرار گردد، موجب تنبیه و توبیخ و مجازات شدید و جدی مسئولین بالای صدا و سیما خواهد شد. البته در تمامی زمینه‌ها قوه قضاییه اقدام می‌نماید.»
هم کتاب موسوم به «صحیفه امام» -که در آن مکاتبات بنیان‌گذار جمهوری اسلامی ثبت شده- و هم روایت محمد هاشمی از آن ماجرا، تأکید دارند خمینی به همان شتاب که دستور مجازات دست‌اندرکاران رادیو را داده، نهایتاً نظرش را عوض کرده است. در همین ارتباط در صحیفه، از عفو «مسئولان» پخش برنامه خبرساز به درخواست موسوی اردبیلی رئیس شورای عالی قضایی حکایت شده. اگرچه محمد هاشمی در مصاحبه ای در ۱۲ بهمن ۱۳۶۷ عفو شدگان را «پنج، شش نفر از کارکنان» معرفی کرد که نهایتاً با پادرمیانی او آزاد شده‌اند.
درخواست‌های مجازات و عفو مشخصاً برای دست‌اندرکاران رادیو بود و کوچک‌ترین اشاره‌ای به زن عابر در آن عفونامه‌ها نشد و از سرنوشت آن زن اطلاعاتی در دست نیست.

## بازسازی
در اکتبر ۲۰۱۳ فیلم بلندی بر پایه این مجموعه در سینماهای ژاپن به نمایش درآمد. این فیلم بر کودکی اوشین تمرکز می‌کند.